# Nati il 6 maggio
| Questa pagina contiene informazioni ricavate automaticamente dalle voci biografiche con l'ausilio del template Bio e di un bot. L'aggiornamento è periodico e automatico e ricostruisce completamente la pagina. Se manca una persona in questa lista, sei pregato di non aggiungerla, ma accertati piuttosto che la sua voce biografica contenga il template Bio e che i dati anagrafici siano correttamente compilati. Se il template Bio manca, inseriscilo tu stesso o, in alternativa, metti l'avviso {{tmp\|Bio}} che ne segnala la mancanza. Se i dati riportati sono sbagliati, correggi direttamente la voce biografica; le modifiche saranno visibili in questa lista entro pochi giorni. Per chiarimenti vedi il progetto biografie. La lista contiene solo le 1.135 persone che sono citate nell'enciclopedia e per le quali è stato implementato correttamente il template Bio. Pagina aggiornata al 13 ago 2025. |

## X secolo(1)
- 973 - Enrico II il Santo, re e santo tedesco († 1024)

## XIII secolo(2)
- 1212 - Costanza d'Austria, nobildonna tedesca († 1243)
- 1262 - John Hastings, I barone Hastings, nobile inglese († 1313)

## XV secolo(2)
- 1464 - Sofia di Polonia, nobildonna polacca († 1512)
- 1493 - Girolamo Seripando, cardinale e arcivescovo cattolico italiano († 1563)

## XVI secolo(7)
- 1501 - Papa Marcello II, papa, vescovo cattolico e cardinale italiano († 1555)
- 1562 - Pietro Bernini, pittore e scultore italiano († 1629)
- 1574 - Papa Innocenzo X, papa, vescovo cattolico e cardinale italiano († 1655)
- 1580 - Carlo I di Gonzaga-Nevers, nobile († 1637)
- 1581 - Frans Francken II, pittore e disegnatore fiammingo († 1642)
- 1584 - Diego de Saavedra Fajardo, scrittore e diplomatico spagnolo († 1648)
- 1587 - Josse De Rycke, filologo e poeta fiammingo († 1627)

## XVII secolo(21)
- 1601 - Filippo Briezio, gesuita, storico e cartografo francese († 1668)
- 1612 - Francesco Giuseppe Bressani, gesuita, missionario e geografo italiano († 1672)
- 1613 - Éléonore de Bergh, nobile belga († 1657)
- 1630 - Johan Hadorph, funzionario svedese († 1693)
- 1635 - Johann Joachim Becher, alchimista, chimico e economista tedesco († 1682)
- 1636 - Laura Mancini, nobildonna italiana († 1657)
- 1636 - Carlo Filippo Sfondrati, vescovo cattolico italiano († 1680)
- 1638 - Carlo Bichi, cardinale italiano († 1718)
- 1646 - Augusto Federico di Holstein-Gottorp, principe († 1705)
- 1649 - Cataldo Amodei, compositore italiano († 1693)
- 1650 - Domenico Tanzella, presbitero italiano († 1730)
- 1668 - Alain-René Lesage, romanziere e commediografo francese († 1747)
- 1669 - Francesco Antonio Finy, cardinale e arcivescovo cattolico italiano († 1743)
- 1678 - Carlotta di Lorena, nobildonna francese († 1757)
- 1680 - Jean-Baptiste Stuck, violoncellista e compositore italiano († 1755)
- 1683 - Jonathan Wild, criminale inglese († 1725)
- 1685 - Sofia Luisa di Meclemburgo-Schwerin, regina († 1735)
- 1687 - Johann Friedrich Armand von Uffenbach, musicista tedesco († 1769)
- 1688 - Charles Parrocel, pittore, disegnatore e incisore francese († 1752)
- 1688 - Marie Victoire de Noailles, nobile francese († 1766)
- 1699 - Vittorio Amedeo di Savoia, principe italiano († 1715)

## XVIII secolo(40)
- 1710 - Richard Bland, avvocato e politico britannico († 1776)
- 1710 - Giuseppe Peroni, religioso e pittore italiano († 1776)
- 1712 - Carlo Giuseppe Capra, vescovo cattolico italiano († 1772)
- 1713 - Charles Batteux, filosofo francese († 1780)
- 1714 - Anton Raaff, tenore tedesco († 1797)
- 1724 - Georg Christian Adler, filologo e archeologo tedesco († 1804)
- 1729 - John Murray, III duca di Atholl, nobile e politico scozzese († 1774)
- 1738 - Charles-Daniel de Meuron, mercenario svizzero († 1806)
- 1747 - Giorgio I di Waldeck e Pyrmont, sovrano tedesco († 1813)
- 1750 - Mulay al-Yazid ibn Muhammad, sultano marocchino († 1792)
- 1754 - Thomas Coke, I conte di Leicester, politico inglese († 1842)
- 1754 - Marguerite-Louis-François Duport-Dutertre, politico e rivoluzionario francese († 1793)
- 1756 - Everard Home, chirurgo, anatomista e paleontologo britannico († 1832)
- 1758 - Andrea Massena, generale francese († 1817)
- 1758 - Maximilien de Robespierre, politico, avvocato e rivoluzionario francese († 1794)
- 1759 - Joseph Karl Ambrosch, tenore e compositore ceco († 1833)
- 1759 - François Andrieux, avvocato, poeta e drammaturgo francese († 1833)
- 1760 - Robert Hobart, IV conte di Buckinghamshire, politico inglese († 1816)
- 1762 - Gian Gabriello Maccafani, scrittore italiano († 1785)
- 1762 - Luigi Molino, arpista, violinista e compositore italiano († 1846)
- 1763 - Johan David Åkerblad, diplomatico e orientalista svedese († 1819)
- 1764 - Carlo Bosellini, economista e giurista italiano († 1827)
- 1766 - Jean Fortuné Boüin de Marigny, generale francese († 1793)
- 1769 - Ferdinando III di Toscana, nobile italiano († 1824)
- 1771 - Francesco Sivori, ammiraglio italiano († 1830)
- 1773 - Eliodoro Bianchi, tenore italiano († 1848)
- 1774 - Christoph von Lieven, generale, diplomatico e principe russo († 1839)
- 1776 - Pëtr Michajlovič Volkonskij, generale russo († 1852)
- 1777 - Moritz von Fries, banchiere, collezionista d'arte e mecenate austriaco († 1826)
- 1786 - Karl Ludwig Börne, scrittore tedesco († 1837)
- 1787 - Lorenzo Nottolini, architetto e ingegnere italiano († 1851)
- 1788 - Esprit Requien, botanico e paleontologo francese († 1851)
- 1792 - Gaetano Baccani, architetto italiano († 1867)
- 1792 - Martin Ohm, matematico tedesco († 1872)
- 1794 - Fortunato Pio Castellani, orafo, antiquario e collezionista d'arte italiano († 1865)
- 1795 - Michele Barozzi, funzionario italiano († 1867)
- 1798 - Pasquale Berghini, patriota e politico italiano († 1881)
- 1798 - Carlo Didimi, pallonista italiano († 1877)
- 1800 - Amalie Haizinger, attrice teatrale e cantante lirica tedesca († 1884)
- 1800 - Roman Stanisław Sanguszko, nobile e politico polacco († 1881)

## XIX secolo(153)
- 1801 - Enrico Misley, avvocato e patriota italiano († 1863)
- 1801 - José Joaquín Pérez, diplomatico e politico cileno († 1889)
- 1805 - Édouard Méry, ingegnere francese († 1866)
- 1806 - Adeodato Malatesta, pittore e restauratore italiano († 1891)
- 1809 - Juan Donoso Cortés, filosofo, politologo e diplomatico spagnolo († 1853)
- 1809 - Juan María Gutiérrez, poeta argentino († 1878)
- 1810 - Friedrich August Eckstein, filologo classico tedesco († 1885)
- 1812 - Madame Restell, criminale britannica († 1878)
- 1814 - Heinrich Wilhelm Ernst, violinista e compositore ceco († 1865)
- 1815 - Eugène Labiche, drammaturgo francese († 1888)
- 1816 - Pietro Cuppari, agronomo italiano († 1870)
- 1820 - Nicola Danzetta, patriota e politico italiano († 1895)
- 1820 - Nicola de Simone, vescovo cattolico e teologo italiano († 1895)
- 1821 - Pietro Clementini, patriota italiano († 1867)
- 1822 - Léon d'Hervey de Saint-Denys, linguista, sinologo e traduttore francese († 1892)
- 1823 - Johannes Duntze, pittore tedesco († 1895)
- 1824 - Annibale Boni, politico e generale italiano († 1905)
- 1824 - Serafino Amedeo De Ferrari, compositore, direttore d'orchestra e pianista italiano († 1885)
- 1824 - Tokugawa Iesada, militare giapponese († 1858)
- 1826 - George Elphinstone Dalrymple, esploratore, funzionario e politico australiano († 1876)
- 1826 - Leopold von Schrenck, zoologo, geografo e etnografo russo († 1894)
- 1827 - Hermann Raster, politico, giornalista e editore tedesco († 1891)
- 1829 - Carlo Mazzolani, magistrato, patriota e politico italiano († 1913)
- 1830 - William Archer, naturalista irlandese († 1897)
- 1830 - Abraham Jacobi, medico tedesco († 1919)
- 1833 - Nicola Polvere, politico italiano († 1915)
- 1836 - John Mahlon Marlin, inventore statunitense († 1901)
- 1839 - Rinaldo Taverna, nobile, politico e generale italiano († 1913)
- 1843 - Grove Karl Gilbert, geologo statunitense († 1918)
- 1843 - Christian Luerssen, botanico tedesco († 1916)
- 1844 - Max Wolff, medico tedesco († 1923)
- 1845 - Michele Marcucci, pittore italiano († 1926)
- 1846 - Théophile Ferré, politico e giornalista francese († 1871)
- 1847 - Àngel Guimerà, scrittore, commediografo e sceneggiatore spagnolo († 1924)
- 1847 - Aleksandr Dmitrievič Obolenskij, nobile e politico russo († 1917)
- 1849 - Otto Gustav Koch, religioso e storico tedesco († 1919)
- 1849 - Roberto Paganini, politico italiano († 1912)
- 1851 - Luigi Broggi, architetto e urbanista italiano († 1926)
- 1851 - Aristide Bruant, cantautore e cabarettista francese († 1925)
- 1851 - William Legge, VI conte di Dartmouth, politico inglese († 1936)
- 1852 - Max Westermaier, botanico tedesco († 1903)
- 1853 - Philander Chase Knox, politico e avvocato statunitense († 1921)
- 1856 - Felice Bennati, politico e patriota italiano († 1924)
- 1856 - Sigmund Freud, neurologo, psicoanalista e filosofo austriaco († 1939)
- 1856 - Robert Edwin Peary, esploratore statunitense († 1920)
- 1857 - Emilio Borsa, pittore e incisore italiano († 1931)
- 1857 - Frank Bramley, pittore inglese († 1915)
- 1857 - Charles Frédéric Petit, arciere francese († 1947)
- 1858 - Federico Gambarelli, tenore e presbitero italiano († 1922)
- 1859 - Juan Antonio Escurra, militare e politico paraguaiano († 1929)
- 1859 - Willem Kloos, poeta olandese († 1938)
- 1861 - Motilal Nehru, politico indiano († 1931)
- 1863 - Roger Vittoz, medico e psichiatra svizzero († 1925)
- 1864 - Eugenio Tosi, cardinale e arcivescovo cattolico italiano († 1929)
- 1865 - J. Walter Christie, inventore e ingegnere statunitense († 1944)
- 1866 - Ettore Croce, politico e pubblicista italiano († 1956)
- 1867 - Alessandro Artom, ingegnere e inventore italiano († 1927)
- 1867 - Alfred Cheetham, esploratore, marinaio e militare britannico († 1918)
- 1867 - Guido Menzinger, militare italiano († 1916)
- 1867 - Iso Mutsu, scrittrice britannica († 1930)
- 1868 - Gaston Leroux, poeta, giornalista e scrittore francese († 1927)
- 1868 - Edoardo Salazar, militare e politico italiano († 1942)
- 1870 - Safvet-beg Bašagić, scrittore bosniaco († 1934)
- 1870 - Pere Coromines i Montanya, scrittore, filosofo e politico spagnolo († 1939)
- 1870 - Amadeo Giannini, banchiere statunitense († 1949)
- 1871 - Victor Grignard, chimico francese († 1935)
- 1871 - Christian Morgenstern, poeta e scrittore tedesco († 1914)
- 1871 - Georgij Aleksandrovič Romanov, nobile russo († 1899)
- 1872 - Ahmed Cemal Pascià, generale e politico turco († 1922)
- 1872 - William Bowie, geodeta statunitense († 1940)
- 1872 - Willem de Sitter, matematico, fisico e astronomo olandese († 1934)
- 1874 - Ludwig Distel, alpinista e insegnante tedesco († 1958)
- 1874 - Paul Scardon, attore e regista australiano († 1954)
- 1875 - William Leahy, ammiraglio e diplomatico statunitense († 1959)
- 1876 - Eugène Coulon, pallanuotista francese († 1954)
- 1876 - Arvid Mörne, poeta, scrittore e drammaturgo finlandese († 1946)
- 1878 - Salvator Ruju, poeta, scrittore e giornalista italiano († 1966)
- 1879 - Henk van Heukelum, calciatore olandese († 1929)
- 1879 - Bedřich Hrozný, linguista, orientalista e archeologo ceco († 1952)
- 1880 - Paul Colas, tiratore a segno francese († 1956)
- 1880 - Edmund Ironside, ufficiale britannico († 1959)
- 1880 - Ernst Ludwig Kirchner, pittore e scultore tedesco († 1938)
- 1880 - William Joseph Simmons, predicatore statunitense († 1945)
- 1881 - Breckinridge Long, politico, diplomatico e ambasciatore statunitense († 1958)
- 1881 - Giulio Ermolli, arbitro di calcio e calciatore italiano († 1957)
- 1881 - André Granet, architetto e imprenditore francese († 1974)
- 1881 - Bernhard von Gaza, canottiere tedesco († 1917)
- 1882 - Georgi Atanasov, musicista, compositore e direttore d'orchestra bulgaro († 1931)
- 1882 - Ines Maria Ferraris, soprano e pianista italiana († 1971)
- 1882 - Guglielmo di Prussia, nobile e generale tedesco († 1951)
- 1882 - Jan Stanisław Jankowski, politico polacco († 1953)
- 1882 - Guy Kibbee, attore statunitense († 1956)
- 1883 - Romano Calò, attore e regista radiofonico italiano († 1952)
- 1883 - Jens Hundseid, politico norvegese († 1965)
- 1884 - Ernesto Dalla Libera, presbitero italiano († 1980)
- 1884 - John Hoben, canottiere statunitense († 1915)
- 1884 - Ettore Messana, agente di polizia e questore italiano († 1962)
- 1884 - Edmondo Rossoni, sindacalista, giornalista e politico italiano († 1965)
- 1885 - Yaeko Nogami, scrittrice giapponese († 1985)
- 1885 - Herman Wirth, filologo olandese († 1981)
- 1886 - Olindo Bitetti, pallanuotista, calciatore e giornalista italiano († 1973)
- 1886 - Karlheinz Martin, regista e sceneggiatore tedesco († 1948)
- 1886 - Giuseppe Pietri, compositore italiano († 1946)
- 1886 - Eric Powell, canottiere britannico († 1933)
- 1886 - Zoltán Tóbiás, nuotatore ungherese († 1950)
- 1887 - Michael Browne, cardinale e arcivescovo cattolico irlandese († 1971)
- 1888 - Louis D'Angelo, basso-baritono italiano († 1958)
- 1888 - Václav Pilát, calciatore cecoslovacco († 1971)
- 1888 - Christiane Reimann, infermiera danese († 1979)
- 1889 - Stanley Morison, tipografo britannico († 1967)
- 1889 - Ljubov' Sergeevna Popova, pittrice e scenografa russa († 1924)
- 1890 - Rose Bowes-Lyon, contessa Granville, nobildonna scozzese († 1967)
- 1890 - Bartolomeo Fronteddu, militare italiano († 1944)
- 1890 - Duilio Grigioni, partigiano italiano († 1960)
- 1890 - Placido di Gesù, presbitero spagnolo († 1936)
- 1890 - Gertrude Emerson Sen, giornalista, scrittrice e insegnante statunitense († 1982)
- 1890 - Claire Whitney, attrice statunitense († 1969)
- 1891 - Leonard Hussey, meteorologo e esploratore britannico († 1964)
- 1891 - Shukri al-Quwwatli, politico siriano († 1967)
- 1892 - Giulia Bonarelli, medico italiano († 1936)
- 1892 - Ernst Eikhof, calciatore tedesco († 1978)
- 1893 - José Calvo Sotelo, giurista e politico spagnolo († 1936)
- 1893 - Margaret Cole, politica e scrittrice inglese († 1980)
- 1894 - Carlo Aldini, attore e produttore cinematografico italiano († 1961)
- 1894 - Ortensio Banzola, pittore italiano († 1950)
- 1895 - Edward Cavendish, X duca di Devonshire, nobile britannico († 1950)
- 1895 - Júlio César de Melo e Sousa, scrittore e matematico brasiliano († 1974)
- 1895 - Kurt Metzner, giurista, editore e diplomatico tedesco († 1962)
- 1895 - Antonio Renzi, economista italiano († 1972)
- 1895 - Rodolfo Valentino, attore e ballerino italiano († 1926)
- 1896 - Otello Gaggi, operaio e antifascista italiano († 1945)
- 1896 - Francesco Gargano, schermidore italiano († 1975)
- 1896 - Mario Moschi, scultore e medaglista italiano († 1971)
- 1896 - Camille Schumacher, calciatore lussemburghese († 1977)
- 1896 - Rolf Sievert, fisico svedese († 1966)
- 1896 - Angelo Siffredi, militare italiano († 1917)
- 1896 - Einer Ulrich, tennista, calciatore e arbitro di calcio danese († 1969)
- 1896 - Marion Zinderstein, tennista statunitense († 1980)
- 1897 - Harry d'Abbadie d'Arrast, regista e sceneggiatore francese († 1968)
- 1897 - Paul Alverdes, scrittore tedesco († 1979)
- 1897 - Friedrich-Wilhelm Bock, generale tedesco († 1978)
- 1897 - Gunnar Holmberg, calciatore svedese († 1975)
- 1897 - Emilia Mariottini, politica italiana († 1980)
- 1897 - Edmondo Todeschini, calciatore italiano
- 1898 - Francisco Bores, pittore spagnolo († 1972)
- 1898 - Manlio De Pisa, militare e marinaio italiano († 1991)
- 1898 - Konrad Henlein, avvocato e politico tedesco († 1945)
- 1898 - Jascha Horenstein, direttore d'orchestra statunitense († 1973)
- 1898 - Robert Piguet, stilista e profumiere svizzero († 1953)
- 1899 - Hermann Gauch, militare tedesco († 1978)
- 1899 - Ermanno Vallazza, ciclista su strada italiano († 1978)
- 1900 - Dante Corneli, scrittore e antifascista italiano († 1990)
- 1900 - Caterina Picolato, sindacalista e politica italiana († 1963)

## XX secolo(869)
- 1901 - Urs Küry, vescovo vetero-cattolico svizzero († 1976)
- 1901 - Anita Pittoni, scrittrice, editrice e pittrice italiana († 1982)
- 1901 - Uberto Pozzoli, giornalista, sindacalista e poeta italiano († 1930)
- 1902 - Peter Aschenbrenner, alpinista austriaco († 1998)
- 1902 - Yvonne Bourgeois, tennista francese († 1983)
- 1902 - Max Ophüls, regista e sceneggiatore tedesco († 1957)
- 1902 - Vincenzo Rimi, mafioso italiano († 1975)
- 1903 - Vittorio Casati, calciatore e allenatore di calcio italiano
- 1903 - Mino Doro, attore italiano († 1992)
- 1903 - Carlo Mastrosimone, politico italiano († 1978)
- 1903 - Georgij Konstantinovič Romanov, nobile russo († 1938)
- 1904 - Raymond Bailey, attore statunitense († 1980)
- 1904 - Luigi Cusano, calciatore italiano
- 1904 - Moshé Feldenkrais, fisico, ingegnere e judoka sovietico († 1984)
- 1904 - Max Mallowan, archeologo britannico († 1978)
- 1904 - Harry Martinson, scrittore e poeta svedese († 1978)
- 1904 - Renzo Minoli, schermidore italiano († 1965)
- 1904 - Robaldo Morozzo della Rocca, architetto italiano († 1993)
- 1904 - Raoul Puhali, architetto e ingegnere italiano († 1980)
- 1904 - Montgomery Tully, regista e sceneggiatore irlandese († 1988)
- 1905 - René Dreyfus, pilota automobilistico francese († 1993)
- 1905 - Ned Irish, giornalista e dirigente sportivo statunitense († 1982)
- 1905 - Carlo Mollino, architetto e designer italiano († 1973)
- 1905 - Kurt Schumacher, scultore tedesco († 1942)
- 1905 - Ernst Zierke, militare tedesco († 1972)
- 1906 - Fritz Katzmann, militare tedesco († 1957)
- 1906 - Elio Libero Quintili, architetto e pittore italiano († 1988)
- 1906 - André Weil, matematico francese († 1998)
- 1907 - Mario Bandini, economista italiano († 1972)
- 1907 - Walter Bullock, paroliere e sceneggiatore statunitense († 1953)
- 1907 - Choe Hyon, generale e politico nordcoreano († 1982)
- 1907 - Weeb Ewbank, allenatore di football americano statunitense († 1998)
- 1907 - Yasushi Inoue, scrittore giapponese († 1991)
- 1908 - Necil Kazım Akses, musicista turco († 1999)
- 1908 - Lucien Ballard, direttore della fotografia statunitense († 1988)
- 1908 - Roberto Echevarría, calciatore spagnolo († 1981)
- 1909 - Alfredo Bovet, ciclista su strada e pistard italiano († 1993)
- 1909 - Lew Christensen, ballerino, coreografo e direttore artistico statunitense († 1984)
- 1909 - Joan Fry, tennista britannica († 1985)
- 1909 - Giuseppe Gobetti, calciatore italiano († 1956)
- 1909 - Bruno Paradisi, giurista e storico italiano († 2000)
- 1909 - Lino Zanini, arcivescovo cattolico italiano († 1997)
- 1910 - Emily Hood Westacott, tennista australiana († 1980)
- 1910 - Mary Loos, sceneggiatrice e produttrice cinematografica statunitense († 2004)
- 1910 - Giulio Pacuvio, regista, traduttore e sceneggiatore italiano († 1963)
- 1910 - James Earl Rudder, generale e politico statunitense († 1970)
- 1910 - Juan Valdivieso, calciatore peruviano († 2007)
- 1911 - Bernard Fergusson, generale, storico e politico britannico († 1980)
- 1911 - Alessio Neri, aviatore e militare italiano († 1937)
- 1912 - Mwambutsa Bangiricenge, re burundese († 1977)
- 1912 - Jimmy Gibb, calciatore nordirlandese († 1958)
- 1912 - Ugo Novelli, basso italiano († 1968)
- 1912 - Ellen Preis, schermitrice austriaca († 2007)
- 1912 - Bill Quinn, attore statunitense († 1994)
- 1913 - Carmen Cavallaro, pianista statunitense († 1989)
- 1913 - Stewart Granger, attore britannico († 1993)
- 1913 - Suzanne Labin, scrittrice e politologa francese († 2001)
- 1914 - Whitney Bourne, attrice statunitense († 1988)
- 1914 - Hermínio de Brito, calciatore brasiliano
- 1914 - Randall Jarrell, poeta, saggista e scrittore statunitense († 1965)
- 1914 - Diana Lante, attrice italiana († 1978)
- 1914 - Louis Mercier-Vega, sindacalista, giornalista e anarchico belga († 1977)
- 1915 - Freddie Cochrane, pugile statunitense († 1993)
- 1915 - Cesare Del Cancia, ciclista su strada italiano († 2011)
- 1915 - William Hopper, attore e militare statunitense († 1970)
- 1915 - Denis Charles Neville, allenatore di calcio e calciatore inglese († 1995)
- 1915 - George Perle, compositore statunitense († 2009)
- 1915 - Orson Welles, attore, regista e sceneggiatore statunitense († 1985)
- 1916 - Adriana Caselotti, attrice e doppiatrice statunitense († 1997)
- 1916 - Herman Choufoer, calciatore olandese († 2001)
- 1916 - Robert Dicke, fisico statunitense († 1997)
- 1916 - Morihiro Higashikuni, principe e militare giapponese († 1969)
- 1916 - Sif Ruud, attrice svedese († 2011)
- 1916 - Frederick Steele, calciatore e allenatore di calcio inglese († 1976)
- 1916 - Johannes Vonderach, vescovo cattolico svizzero († 1994)
- 1918 - Bruno Barbieri, calciatore e allenatore di calcio italiano († 1973)
- 1918 - Rodolfo Sorcinelli, pallonista italiano († 1984)
- 1918 - Gaetano Tumiati, giornalista, scrittore e critico letterario italiano († 2012)
- 1918 - Zayed bin Sultan Al Nahyan, sovrano emiratino († 2004)
- 1918 - Horst Zobel, militare tedesco († 1999)
- 1919 - Regana De Liguoro, attrice italiana († 1948)
- 1919 - Alejandro Finisterre, poeta, inventore e editore spagnolo († 2007)
- 1919 - André Guelfi, pilota automobilistico francese († 2016)
- 1919 - Vincenzo Verrastro, politico italiano († 2004)
- 1919 - Francesco Verrotti, militare italiano († 1941)
- 1920 - Vincenzo De Michiel, militare italiano († 1942)
- 1920 - Ross Hunter, produttore cinematografico e attore statunitense († 1996)
- 1920 - Kamisese Mara, politico figiano († 2004)
- 1920 - Marguerite Piazza, soprano e filantropa statunitense († 2012)
- 1920 - Salvatore Puma, tenore italiano († 2007)
- 1920 - Ernst Sabeditsch, allenatore di calcio e calciatore austriaco († 1986)
- 1921 - Ugo Calise, cantante, compositore e chitarrista italiano († 1994)
- 1921 - Gianfranco Chiti, generale e presbitero italiano († 2004)
- 1921 - Erich Fried, poeta austriaco († 1988)
- 1921 - Dick Loggere, hockeista su prato olandese († 2014)
- 1921 - Giuseppe Rossi, militare italiano († 1943)
- 1922 - Enrico Auletta, calciatore italiano († 1997)
- 1922 - Jos Beenhakkers, calciatore olandese († 1980)
- 1922 - Choi Song-gon, calciatore sudcoreano († 1951)
- 1922 - Vladimir Abramovič Ėtuš, attore russo († 2019)
- 1922 - Armando Franco, vescovo cattolico italiano († 1997)
- 1922 - Dick Graham, calciatore e allenatore di calcio inglese († 2013)
- 1922 - Carlos Moorhead, politico statunitense († 2011)
- 1922 - Spasoje Nikolić, calciatore e allenatore di calcio jugoslavo († 1978)
- 1923 - Abdon Alinovi, politico italiano († 2018)
- 1923 - Bruno Foresti, arcivescovo cattolico italiano († 2022)
- 1923 - Giorgio Giorgioni, calciatore italiano († 1998)
- 1923 - Livio Lorenzon, attore italiano († 1971)
- 1923 - José Seguer, calciatore e allenatore di calcio spagnolo († 2014)
- 1923 - Gianmario Vianello, politico e partigiano italiano († 2008)
- 1924 - Tommy Angell, schermitrice statunitense († 2022)
- 1924 - Francesco Antonazzi, dirigente sportivo, allenatore di calcio e calciatore italiano († 1995)
- 1924 - Eugenio Banzola, militare e partigiano italiano († 1945)
- 1924 - Efrem Casagrande, pianista, compositore e direttore di coro italiano († 1991)
- 1924 - Franco Della Peruta, storico italiano († 2012)
- 1924 - Patricia Kennedy Lawford, socialite e produttrice televisiva statunitense († 2006)
- 1924 - Maurice Mollin, ciclista su strada belga († 2003)
- 1924 - Mieczysław Rasiej, attivista polacco († 2007)
- 1925 - Franca Buffoni, farmacologa e pittrice italiana († 2012)
- 1926 - Donald Broadbent, psicologo britannico († 1993)
- 1927 - Mary Ellen Avery, pediatra statunitense († 2011)
- 1927 - Lianella Carell, giornalista, attrice e scrittrice italiana († 2000)
- 1927 - Ettore Manni, attore italiano († 1979)
- 1927 - Gino Pernice, attore italiano († 1997)
- 1927 - József Raduly, calciatore ungherese († 2022)
- 1928 - Ennio Baiardi, politico italiano († 2014)
- 1928 - Mario Dondero, fotografo e fotoreporter italiano († 2015)
- 1928 - Robert Poujade, politico, funzionario e insegnante francese († 2020)
- 1929 - Giulio De Stefano, velista italiano († 2023)
- 1929 - Luigi Gorlani, calciatore italiano († 1998)
- 1929 - Paul Lauterbur, chimico statunitense († 2007)
- 1930 - Philippe Beaussant, musicologo e scrittore francese († 2016)
- 1930 - David Carpenter, serial killer statunitense
- 1930 - Mordechai Gur, generale e politico israeliano († 1995)
- 1930 - Enzo Menicucci, missionario italiano († 1968)
- 1930 - Fatima Robin's, cantante e circense tedesca († 2016)
- 1930 - Gino Scevarolli, politico italiano († 2017)
- 1930 - Gianni Usvardi, giornalista e politico italiano († 2008)
- 1931 - Magda, attrice e produttrice cinematografica egiziana († 2020)
- 1931 - Arrigo Armieri, scultore italiano († 2021)
- 1931 - Jane Berbié, mezzosoprano francese
- 1931 - Jerzy Chromik, siepista e mezzofondista polacco († 1987)
- 1931 - Willie Mays, giocatore di baseball statunitense († 2024)
- 1932 - Antal Bolvári, pallanuotista ungherese († 2019)
- 1932 - Lothar Vetterke, calciatore tedesco orientale († 1998)
- 1932 - Milly Vitale, attrice italiana († 2006)
- 1932 - Tatsuo Yoshida, fumettista giapponese († 1977)
- 1933 - Sebastiano Burgaretta Aparo, politico italiano († 2023)
- 1933 - Juanita Castro, attivista e agente segreta cubana († 2023)
- 1933 - Ken Hawkes, calciatore inglese († 2015)
- 1933 - Vittorio Pomilio, cestista italiano († 2024)
- 1933 - Umberto Savoia, pittore italiano († 2006)
- 1933 - José Luis Sérsic, astronomo argentino († 1993)
- 1933 - Matteo Silini, rugbista a 15, ingegnere e dirigente d'azienda italiano († 2007)
- 1933 - Aino Värk, ex cestista e allenatrice di pallacanestro sovietica
- 1934 - Sergio Berlinguer, diplomatico e politico italiano († 2021)
- 1934 - Nils Diederich, politico tedesco
- 1934 - Fernand Franck, arcivescovo cattolico lussemburghese
- 1934 - Hans Junkermann, ciclista su strada e pistard tedesco († 2022)
- 1934 - Georgi Kănev, cestista bulgaro († 2012)
- 1934 - Richard Shelby, politico e avvocato statunitense
- 1935 - Luigi Leoni, attore italiano († 2024)
- 1935 - José María Vidal, calciatore spagnolo († 1986)
- 1936 - Carlo Bernini, politico italiano († 2011)
- 1936 - Hermann Bley, calciatore tedesco orientale († 2011)
- 1936 - Giuseppe Fabris, calciatore italiano († 2013)
- 1936 - George Herd, calciatore e allenatore di calcio scozzese († 2024)
- 1936 - Torbjörn Jonsson, calciatore svedese († 2018)
- 1936 - Jean Le Gac, pittore e fotografo francese
- 1937 - Cesare Bermani, storico italiano
- 1937 - Shay Brennan, allenatore di calcio e calciatore irlandese († 2000)
- 1937 - Rubin Carter, pugile statunitense († 2014)
- 1937 - Rocco Lo Presti, mafioso italiano († 2009)
- 1938 - Sreten Dragojlović, cestista e allenatore di pallacanestro jugoslavo († 1971)
- 1938 - Ernesto Ferrero, critico letterario, curatore editoriale e scrittore italiano († 2023)
- 1938 - Michael Löwy, sociologo e filosofo francese
- 1938 - Mariano Melonari, ex calciatore italiano
- 1938 - Franco Rampazzo, ex calciatore italiano
- 1938 - Lucien Sedat, ex cestista francese
- 1938 - Gabriele Vianello, ex cestista italiano
- 1938 - Leroy Wright, cestista e allenatore di pallacanestro statunitense († 2020)
- 1939 - Chet Allen, cantante e attore statunitense († 1984)
- 1939 - Piero Dotti, ex calciatore italiano
- 1939 - Dennis Johnson, velocista giamaicano († 2021)
- 1939 - Ciro Vigorito, dirigente sportivo, giornalista e imprenditore italiano († 2010)
- 1939 - Žanna Dmitrievna Ërkina, cosmonauta russa († 2015)
- 1940 - Ambrogio Colombo, ex ciclista su strada italiano
- 1940 - Jan Alfons Keustermans, medaglista e scultore belga
- 1940 - André-Joseph Léonard, arcivescovo cattolico belga
- 1940 - Anna Rossettini, artista italiana († 1998)
- 1940 - Vjačeslav Staršinov, ex hockeista su ghiaccio sovietico
- 1940 - Vito Taccone, ciclista su strada italiano († 2007)
- 1941 - Günter Clemens, attore tedesco († 2016)
- 1941 - Anselma Dell'Olio, giornalista, traduttrice e critica cinematografica statunitense
- 1941 - Ghena Dimitrova, soprano bulgaro († 2005)
- 1941 - Vital Eiselt, ex cestista jugoslavo
- 1941 - Ivica Osim, allenatore di calcio e calciatore jugoslavo († 2022)
- 1941 - Đorđe Perišić, ex pallanuotista jugoslavo
- 1941 - Carole Phillips, ex cestista statunitense
- 1941 - Craig Reedie, ex giocatore di badminton e dirigente sportivo britannico
- 1941 - Keisuke Satsuke, ex pallanuotista giapponese
- 1941 - Manfred Spies, artista, designer e fotografo tedesco
- 1941 - Silvio Traversa, funzionario italiano
- 1942 - Amadeus August, attore tedesco († 1992)
- 1942 - Sergio Bello, ex velocista italiano
- 1942 - Ariel Dorfman, scrittore, saggista e docente argentino
- 1942 - Bruce Maccabee, fisico statunitense († 2024)
- 1942 - Luiz Mancilha Vilela, arcivescovo cattolico brasiliano († 2022)
- 1942 - Heidi Obrecht, ex sciatrice alpina svizzera
- 1942 - Pavel Petera, allenatore di pallacanestro cecoslovacco († 2013)
- 1942 - Rin Kaiho, giocatore di go taiwanese
- 1943 - Andreas Baader, terrorista tedesco († 1977)
- 1943 - Milton William Cooper, conduttore radiofonico e scrittore statunitense († 2001)
- 1943 - Giovanni Mastel, hockeista su ghiaccio italiano († 2021)
- 1943 - Mike Ratledge, tastierista e compositore britannico († 2025)
- 1943 - Wolfgang Reinhardt, astista tedesco († 2011)
- 1943 - Ion Aurel Stoica, politico romeno († 1994)
- 1943 - James Turrell, artista statunitense
- 1944 - Elena Baggiore, soprano italiano
- 1944 - Riad Beyrouti, pittore e scultore siriano († 2019)
- 1944 - Anton Furst, scenografo inglese († 1991)
- 1944 - Carl Ivar Hagen, politico norvegese
- 1944 - Rainer Masera, banchiere e economista italiano
- 1944 - Enrico Pianetta, politico italiano
- 1944 - Sergej Georgievič Stratanovskij, poeta russo
- 1945 - Brunetto Giovanni Brunetti, chimico italiano
- 1945 - Jimmie Dale Gilmore, cantautore statunitense
- 1945 - Al Salvadori, ex cestista statunitense
- 1945 - Fernando Sansò, geodeta italiano
- 1945 - Bob Seger, cantautore, chitarrista e pianista statunitense
- 1946 - Susan Brown, attrice britannica
- 1946 - Cheung Chi Wai, ex calciatore hongkonghese
- 1946 - Merrill Cook, politico statunitense
- 1946 - Carlo Giorda, alpinista italiano († 1985)
- 1946 - Svein Arne Hansen, dirigente sportivo norvegese († 2020)
- 1946 - Nancy Kilpatrick, scrittrice canadese († 2025)
- 1946 - Kemal Malovčić, cantante bosniaco
- 1946 - Jim Ramstad, politico statunitense († 2020)
- 1946 - Lulu Roman, cantante, attrice e scrittrice statunitense († 2025)
- 1946 - Moshe Romano, ex calciatore israeliano
- 1946 - Daouda Malam Wanké, militare e politico nigerino († 2004)
- 1947 - Domenico Arnuzzo, dirigente sportivo e ex calciatore italiano
- 1947 - Alan Dale, attore neozelandese
- 1947 - Malik Farrakhan, ex giocatore di football americano e attore statunitense
- 1947 - Francisco Galdós, ex ciclista su strada spagnolo
- 1947 - Christian Kauter, ex schermidore svizzero
- 1947 - Corrado Lamberti, astrofisico e divulgatore scientifico italiano († 2020)
- 1947 - Renzo Magosso, giornalista, scrittore e ex hockeista su ghiaccio italiano
- 1947 - Vladimir Makeranec, regista e direttore della fotografia russo († 2024)
- 1947 - Ben Masters, attore statunitense († 2023)
- 1947 - Martha Nussbaum, filosofa statunitense
- 1947 - Ronald Rivest, crittografo statunitense
- 1947 - Ljubomir Vračarević, artista marziale serbo († 2013)
- 1948 - Eusebio Bejarano, ex calciatore spagnolo
- 1948 - Richard Cox, attore statunitense
- 1948 - Franco Farinelli, geografo italiano
- 1948 - Mary MacGregor, cantante statunitense
- 1948 - David Michelinie, fumettista statunitense
- 1948 - Servílio de Oliveira, ex pugile brasiliano
- 1949 - Rolf Bjørnsen, ex calciatore norvegese
- 1949 - David Leestma, ex astronauta statunitense
- 1949 - Thérèse Liotard, attrice francese
- 1949 - Octávio Machado, allenatore di calcio e ex calciatore portoghese
- 1949 - John Pawson, designer e architetto britannico
- 1949 - Tsvi Piran, astrofisico israeliano
- 1949 - Stephen J. Rivele, sceneggiatore statunitense († 2024)
- 1949 - Gian Marco Schivo, ex altista italiano
- 1949 - Alessandro Zanon, tecnico del suono italiano
- 1950 - Jeffery Deaver, scrittore statunitense
- 1950 - Steve Docherty, ex tennista australiano
- 1950 - Christine Laprell, sciatrice alpina tedesca († 2021)
- 1950 - Michail Mjasnikovič, politico bielorusso
- 1950 - Stelian Moculescu, ex pallavolista e allenatore di pallavolo rumeno
- 1950 - Serge Portelli, magistrato e avvocato francese
- 1950 - Giuseppe Rippa, politico e giornalista italiano
- 1950 - Arduino Sacco, editore, regista e direttore della fotografia italiano
- 1950 - Enrique Salvat, ex schermidore cubano
- 1950 - Ratko Svilar, allenatore di calcio e ex calciatore serbo
- 1951 - Samuel Kanyon Doe, politico e militare liberiano († 1990)
- 1951 - Davey Johnstone, chitarrista e polistrumentista britannico
- 1951 - William Edward Lori, arcivescovo cattolico statunitense
- 1951 - Ausilio Priuli, archeologo italiano
- 1951 - Žaqsylyq Üškempirov, lottatore kazako († 2020)
- 1952 - Mauro Calligaris, nuotatore italiano († 2000)
- 1952 - Anna Catasta, politica italiana
- 1952 - Christian Clavier, attore, sceneggiatore e commediografo francese
- 1952 - Gregg Henry, attore e musicista statunitense
- 1952 - Luigi Mansi, vescovo cattolico italiano
- 1952 - Chiaki Mukai, ex astronauta e medico giapponese
- 1952 - Fred Newman, attore e doppiatore statunitense
- 1952 - Michael O'Hare, attore statunitense († 2012)
- 1952 - Gerrit Zalm, politico olandese
- 1953 - Aleksandr Fëdorovič Akimov, ingegnere sovietico († 1986)
- 1953 - Tony Blair, politico britannico
- 1953 - Mark Farrell, tennista britannico († 2018)
- 1953 - Ivan Fedele, compositore italiano
- 1953 - Albert LeGatt, arcivescovo cattolico canadese
- 1953 - Wanda Marasco, scrittrice, attrice e regista italiana
- 1953 - Emmanuel Quarshie, calciatore ghanese († 2013)
- 1953 - Marco Romano, ex schermidore italiano
- 1953 - Graeme Souness, ex calciatore e allenatore di calcio scozzese
- 1954 - Tom Abernethy, ex cestista statunitense
- 1954 - Inge Bratteteig, ex calciatore norvegese
- 1954 - Marie-Aude Murail, scrittrice francese
- 1954 - Ntora Mpakogiannī, politica greca
- 1954 - Giovanni Rezza, medico e epidemiologo italiano
- 1955 - Giorgio Alleva, economista e statistico italiano
- 1955 - Wiel Arets, architetto olandese
- 1955 - Tom Bergeron, conduttore televisivo statunitense
- 1955 - Kim Bullard, tastierista statunitense
- 1955 - Walter Clivati, ex ciclista su strada italiano
- 1955 - Remo Pagnanelli, poeta e critico letterario italiano († 1987)
- 1955 - Donald Alan Thomas, ex astronauta e ingegnere statunitense
- 1956 - Sujata Bhatt, poetessa e traduttrice indiana
- 1956 - Louis Bullard, giocatore di football americano statunitense († 2010)
- 1956 - George Dewsnip, ex calciatore inglese
- 1956 - Sergej Kosenko, ex schermidore sovietico
- 1956 - Barbara Krug, ex velocista tedesca
- 1956 - Robert Legato, effettista statunitense
- 1956 - Leana Pignedoli, politica italiana
- 1956 - Roland Wieser, ex marciatore tedesco
- 1956 - Marco Zanon, ex biatleta italiano
- 1957 - Tom Cousineau, giocatore di football americano statunitense
- 1957 - Luciano Liboni, criminale italiano († 2004)
- 1958 - Isabella C. Blum, traduttrice e biologa italiana
- 1958 - Tommy Byrne, ex pilota automobilistico irlandese
- 1958 - Lolita Flores, cantante, attrice e conduttrice televisiva spagnola
- 1958 - Patrick Lefoulen, ex canoista francese
- 1958 - Franco Maldonato, scrittore italiano
- 1958 - Don McNeal, ex giocatore di football americano statunitense
- 1959 - Didier Conrad, fumettista francese
- 1959 - Paolo Di Reda, scrittore italiano
- 1959 - Claudio Jara, ex calciatore costaricano
- 1959 - Hiroyuki Sakashita, ex calciatore giapponese
- 1959 - Shaban Sejdiu, lottatrice jugoslavo
- 1960 - Ljudmila Andonova, ex altista bulgara
- 1960 - Iran Barkley, ex pugile statunitense
- 1960 - Giosuè Calaciura, giornalista e scrittore italiano
- 1960 - Gigi Camedda, musicista e cantante italiano
- 1960 - Patrick Cubaynes, ex calciatore francese
- 1960 - Roma Downey, attrice, produttrice cinematografica e scrittrice britannica
- 1960 - John Flansburgh, cantante e musicista statunitense
- 1960 - Kamran Ince, compositore statunitense
- 1960 - Martina Jäschke, tuffatrice tedesco orientale
- 1960 - Alberto Minoia, ex calciatore italiano
- 1960 - Francesco Monaco, allenatore di calcio e ex calciatore italiano
- 1960 - Anne Parillaud, attrice francese
- 1960 - Julianne Phillips, attrice e ex modella statunitense
- 1960 - Jean-Guy Talamoni, politico francese
- 1961 - John Beatty, fumettista statunitense
- 1961 - George Clooney, attore, regista e produttore cinematografico statunitense
- 1961 - Isabelle Guérin, ex ballerina francese
- 1961 - Roser Llop, cestista spagnola († 2001)
- 1961 - Frans Timmermans, politico olandese
- 1961 - Marek Żukow-Karczewski, storico, giornalista e pubblicista polacco
- 1962 - Mario Kummer, ex ciclista su strada e dirigente sportivo tedesco
- 1962 - David McDonald Norman, ex calciatore canadese
- 1962 - Paolo Persichetti, saggista, blogger e ex brigatista italiano
- 1962 - Juliet Roberts, cantautrice britannica
- 1962 - Giuseppe Scalia, politico italiano
- 1962 - Gianni Tozzi, ex ostacolista italiano
- 1963 - Geert Deferm, allenatore di calcio e ex calciatore belga
- 1963 - Alessandra Ferri, ballerina italiana
- 1963 - Scott Frankel, compositore, direttore d'orchestra e pianista statunitense
- 1963 - Marisa Interligi, cantante e attrice teatrale italiana
- 1963 - Riccardo Zecchina, fisico italiano
- 1964 - Andrea Chiesa, pilota automobilistico svizzero
- 1964 - Stefano Dal Lago, hockeista su pista italiano († 1988)
- 1964 - Roberto Franco, ex sciatore freestyle italiano
- 1964 - Jürgen Grabher, ex sciatore alpino austriaco
- 1964 - Dana Hill, doppiatrice e attrice statunitense († 1996)
- 1964 - Myron Jackson, ex cestista statunitense
- 1964 - Brian Knobbs, wrestler statunitense
- 1964 - Lars Mikkelsen, attore danese
- 1964 - Roland Pfeifer, allenatore di sci alpino e ex sciatore alpino austriaco
- 1964 - Celeste Saulo, meteorologa, diplomatica e funzionaria argentina
- 1965 - Marco Affronte, politico italiano
- 1965 - An Ik-soo, ex calciatore sudcoreano
- 1965 - Sergio Bonilla, ex giocatore di calcio a 5 spagnolo
- 1965 - Stephen Gaghan, sceneggiatore e regista statunitense
- 1965 - Ken Harvey, ex giocatore di football americano statunitense
- 1965 - Adolf Hirner, saltatore con gli sci austriaco
- 1965 - Leslie Hope, attrice canadese
- 1965 - Alison Jiear, cabarettista, cantante e attrice teatrale australiana
- 1965 - Juan Carlos Lemus, ex pugile cubano
- 1965 - Wiesław Lipka, ex giocatore di calcio a 5 polacco
- 1965 - Marijan Mrmić, preparatore atletico e ex calciatore croato
- 1965 - Paolo Perugi, calciatore italiano († 2009)
- 1965 - Paola Protopapa, canottiera e velista italiana
- 1965 - Nathalie Stutzmann, contralto e direttrice d'orchestra francese
- 1965 - Deatrich Wise, ex giocatore di football americano statunitense
- 1966 - Jonathan Donahue, musicista statunitense
- 1966 - Giannos Kalotheou, ex calciatore e ex giocatore di calcio a 5 cipriota
- 1966 - Aleksandr Aleksandrovič Skvorcov, cosmonauta, aviatore e ufficiale russo
- 1966 - Keishi Ōtomo, regista e sceneggiatore giapponese
- 1967 - Thomas Abratis, ex combinatista nordico tedesco
- 1967 - Massimo Andrei, attore e regista italiano
- 1967 - Sergio Armenise, lottatore italiano
- 1967 - Till Demtrøder, attore e doppiatore tedesco
- 1967 - Aurora Floridia, politica italiana
- 1967 - Sven Gatz, politico belga
- 1967 - Giulio Giacomin, allenatore di calcio e ex calciatore italiano
- 1967 - Risto Laakkonen, ex saltatore con gli sci finlandese
- 1968 - Paul Bazely, attore britannico
- 1968 - Maksim Fadeev, produttore discografico e musicista russo
- 1968 - Hisashi Kurosaki, allenatore di calcio e ex calciatore giapponese
- 1968 - Artan Mërgjyshi, allenatore di calcio e ex calciatore albanese
- 1968 - Lætitia Sadier, cantante e musicista francese
- 1969 - David Bernsley, ex cestista statunitense
- 1969 - Barbara Carfagna, giornalista e conduttrice televisiva italiana
- 1969 - Mickaël Conjungo, discobolo centrafricano
- 1969 - Vlad Filat, politico e giurista moldavo
- 1969 - Fu Bin, ex calciatore cinese
- 1969 - Michael Haas, ex sciatore alpino austriaco
- 1969 - Michelle Jaggard-Lai, ex tennista australiana
- 1969 - Manu Larcenet, fumettista francese
- 1969 - Jim Magilton, allenatore di calcio e ex calciatore nordirlandese
- 1969 - Oļegs Maļuhins, ex sciatore nordico lettone
- 1969 - Federico Manca, scacchista italiano († 2025)
- 1969 - Raffaele Martucci, militare italiano
- 1970 - Clayton Lopez, ex giocatore di football americano e allenatore di football americano statunitense
- 1970 - Mitsuhiro Misaki, ex calciatore giapponese
- 1970 - Riccardo Pasqualetto, ex calciatore italiano
- 1970 - Alessandra Tarquini, storica italiana
- 1970 - Tristán Ulloa, attore spagnolo
- 1970 - Damir Čanadi, allenatore di calcio e ex calciatore austriaco
- 1971 - Amedeo Balbi, astrofisico, divulgatore scientifico e saggista italiano
- 1971 - Bryan Beller, bassista statunitense
- 1971 - Till Brönner, trombettista, compositore e produttore discografico tedesco
- 1971 - Geneva Carr, attrice statunitense
- 1971 - Arianna Ciampoli, conduttrice televisiva, conduttrice radiofonica e autrice televisiva italiana
- 1971 - Cut Killer, disc jockey francese
- 1971 - Yolanda Díaz, avvocata e politica spagnola
- 1971 - Chris Shiflett, cantante e chitarrista statunitense
- 1971 - Suneohair, cantante giapponese
- 1971 - Yō Yoshinari, animatore e character designer giapponese
- 1972 - Pablo Abdala, ex calciatore argentino
- 1972 - I Komang Putra Adnyana, ex calciatore indonesiano
- 1972 - Sébastien Amiez, ex sciatore alpino francese
- 1972 - Chris Angel, regista, montatore e attore statunitense
- 1972 - Carlo Battel, scialpinista italiano
- 1972 - Catherine Bertone, maratoneta e fondista di corsa in montagna italiana
- 1972 - Martin Brodeur, ex hockeista su ghiaccio